# براين أتكينسون
براين أتكينسون (بالإنجليزية: Bryn Atkinson)‏ هو دراج أسترالي، ولد في 9 ديسمبر 1982.